# مسابقة الملك سلمان المحلية
مسابقة الملك سلمان المحلية لحفظ القرآن الكريم وتلاوته وتفسيره للبنين والبنات ويختصر لها باسم مسابقة الملك سلمان المحلية، وهي مسابقة محلية على مستوى المملكة العربية السعودية لحفظ القرآن الكريم وتلاوته وتفسيره للبنين والبنات، انطلقت عام 1999، وتقام كل عام تحت إشراف وتنظيم  وزارة الشؤون الإسلامية والدعوة والإرشاد، ويشارك فيها عدد من المتسابقين والمتسابقات من مختلف مناطق ومحافظات المملكة.

## فروعها
وللمسابقة خمسة  فروع وهي:

### الفرع الأول
حفظ القرآن الكريم كاملًا مع التلاوة والتجويد وتفسير مفردات القرآن كله.

### الفرع الثاني
حفظ القرآن الكريم كاملًا مع التلاوة والتجويد.

### الفرع الثالث
حفظ عشرين جزءًا متتالية مع التلاوة والتجويد.

### الفرع الرابع
حفظ عشرة أجزاء متتالية مع التلاوة والتجويد.

### الفرع الخامس
حفظ خمسة أجزاء متتالية مع التلاوة والتجويد والترتيل.

## آليتها
تقام المسابقة بداية في كل منطقة إدارية وتكون على مستوى المنطقة، ثم يرشح خمسة متسابقين على أن يكون هناك متسابق واحد لكل فرع من فروع المسابقة، وتتولى تنظيم هذه المسابقات الجمعية الخيرية لتحفيظ القرآن الكريم بالمنطقة وفروعها. ثم ينتقل المرشحون من كل منطقة إلى التصفيات النهائية التي تقام في مدينة الرياض.

## شروط الالتحاق بالمسابقة
يُشترط في المرشحين ما يلي:
- أن يكون المتسابق أو المتسابقة من حاملي الجنسية السعودية.
- ألا يزيد عمر المتسابق على (24) عاماً، ولا يزيد عمر المتسابقة على (35) عاماً.
- ألا يكون المتسابق مشاركًا في مسابقة الملك عبد العزيز الدولية لحفظ القرآن الكريم وتلاوته وتفسيره.
- أن يكون المتسابق أو المتسابقة قد فازا على مستوى منطقتهما.
- أن لا تكون مشاركة المتسابق أو المتسابقة في فرع سبق لهما الاشتراك فيه، ويُستثنى من ذلك الفرعان الأول والثاني، إذ يحق تكرار المشاركة فيهما عند عدم الفوز، ولمرة واحدة فقط.
- التزام الفائز أو الفائزة بالمشاركة في أي مسابقة لحفظ القرآن الكريم ترى وزارة الشؤون الإسلامية والدعوة والإرشاد مناسبة الترشيح لها.[4]

## الجوائز
تُمنح الجوائز للفائزين الأول والثاني والثالث لكل فرع من فروع المسابقة، وهي كالتالي:
| الفرع  | الفائز الأول | الفائز الثاني | الفائز الثالث |
| الأول  | 100.000      | 90.000        | 80.000        |
| الثاني | 70.000       | 60.000        | 50.000        |
| الثالث | 40.000       | 35.000        | 30.000        |
| الرابع | 28.000       | 26.000        | 22.000        |
| الخامس | 20.000       | 18.000        | 16.000        |